# Resolució 1832 del Consell de Seguretat de les Nacions Unides
La Resolució 1832 del Consell de Seguretat de les Nacions Unides fou adoptada per unanimitat el 27 d'agost de 2008. El Consell va determinar que la situació al Líban continuava representant una amenaça per a la pau i la seguretat internacionals, i, a petició del Primer Ministre del Líban i amb la recomanació del Secretari General, va ampliar el mandat de la Força Provisional de les Nacions Unides al Líban (FPNUL) fins al 31 d'agost de 2009.

## Detalls
El Consell va elogiar el paper positiu de la missió, el desplegament de la qual, juntament amb les forces armades libaneses, havia ajudat a establir un nou entorn estratègic al sud del Líban, i va acollir amb satisfacció l'expansió de les activitats coordinades entre elles.
El Consell també va convidar a totes les parts interessades a respectar el cessament de les hostilitats a la totalitat de la Línia Blava i respectar escrupolosament les seves obligacions de respectar la seguretat de la UNIFIL i altres persones de les Nacions Unides, incloent-hi evitar qualsevol acció que posi en perill aquells personal i assegurant que la missió tingués plena llibertat de circulació dins de la seva àrea d'operacions.
El Consell també demana la plena cooperació per assolir un alto el foc permanent i una solució a llarg termini, tal com es preveu en la resolució 1701 (2006), i va demanar al Secretari General que continués informant sobre l'aplicació d'aquesta resolució cada quatre mesos, o en qualsevol temps que consideri oportú.
El representant d'Israel, Daniel Carmon, va expressar el seu agraïment per la difícil tasca de les tropes de la UNIFIL sobre el terreny i va valorar el seu treball en els últims anys, denunciant la presència i redistribució massiva d'elements armats d'Hesbol·là, tant al nord com al sud del riu Litani i el transport continu de armes de l'Iran i Síria en violació de les resolucions del Consell de Seguretat. També denunciava que les noves directrius del govern libanès, de fet, afavorien Hesbol·là.
El representant del Líban, Nawaf Salam, pel contrari, va manifestar que el seu país complia les resolucions, com ho evidenciava el desplegament de l'exèrcit al sud del Líban i que era Israel qui no havia implementat plenament la resolució, violant els seus termes amb la seva persistència en negar-se a cooperar amb les Nacions Unides en matèria de bombes de dispersió i resoldre la qüestió de les Granges de Xebaa.